# Petr Kániš
Petr Kániš (14. století? Kanice – duben 1421 Klokoty) byl táborský kněz, jeden z vůdců radikální táborské strany, hlasatel pikartských a chiliastických myšlenek. Stál u vzniku sekty pikartů (adamitů).

## Život
Narodil se v Kanicích, datum není známo. O jeho mládí chybí zprávy; neví se též, kde získal vzdělání a kněžské svěcení. Nějakou dobu pobýval s dalšími radikálními kněžími v Sezimově Ústí, kde vedli náboženské diskuse. Na Táboře patřil Kániš k nejhorlivějším stoupencům Martina Húsky a spolu s ním hájil pikartskou nauku o eucharistii, tj. popíral přítomnost Kristova těla a krve ve svátosti oltářní ve způsobách chleba a vína.
V lednu 1421 odešli stoupenci Martina Húsky, vyznavači pikartské nauky, z Tábora a přestěhovali se do Příběnic; šlo asi o 300 lidí, mezi nimi byl zřejmě i Petr Kániš. Po zatčení Martina Húsky dne 29. ledna 1421 Petr Kániš pravděpodobně převzal vedoucí postavení v této komunitě. V tzv. adamitských článcích, které se zakládají na výpovědi zajatého člena sekty, se tvrdí, že sektáři nazývali jakéhosi Petra Ježíšem, synem Božím. Často se soudí, že tímto Petrem byl Petr Kániš, není to však jisté. Nakolik se podílel na utváření adamitských názorů sekty, nedá se s určitostí zjistit.
Komunita pikartů v Příběnicích neměla dlouhého trvání. Na přelomu března a dubna 1421 táborská obec sektáře rozehnala a vytlačila je z Příběnic. Skupina pikartů si pak zřídila provizorní ležení v lesnatých kopcích na pravém břehu Lužnice. V dubnu 1421 obořil se Jan Žižka na tyto kacíře. Někteří se rozutíkali, ale 50 sektářů chytili, odvedli je do vsi Klokoty a tam byli upáleni, krátce před svátkem sv. Jiří (23. duben). Mezi těmito upálenými je výslovně uváděn i Petr Kániš. Šli prý vesele a s úsměvem na smrt, pravíce, že ještě téhož dne budou kralovat s Kristem na nebesích. Dalších 25 sektářů bylo upáleno ještě po Žižkově odchodu.
V trávníku návsi v dnešní městské části Tábor-Klokoty se nachází památník husitské netolerance – velký kámen s nápisem Táborští pikarti 1421–1996.

## Dílo
Petr Kániš napsal traktát o eucharistii. V něm popíral reálnou a osobní přítomnost Kristovu ve svátosti oltářní. Kristus je v eucharistii přítomen pouze ve znamení, nikoli reálně. Při náležitém přijímání se věřící stávají účastnými Kristových ctností. Když věřící přijímají eucharistii (hostii a víno), tak nepolykají Kristovo tělo a krev, ale Kristus je v okamžiku přijímání krmí a napájí svým tělem i krví duchovně, a tím je posiluje proti ďáblu, tělu a světu. Kdyby byl Kristus reálně v každé částce chleba a vína posvátného, bylo by mnoho Kristů. Proto klanět se hostii a vínu posvátnému, věcem stvořeným, je modloslužba.
Na tento spis Kánišův reagoval Mikuláš Biskupec dosti rozsáhlým traktátem, ve kterém toto bludné učení Kánišovo vyvracel. Spis Kánišův i polemika Mikuláše Biskupce proti němu jsou ztraceny; výňatky z nich jsou však zachovány ve dvou spisech Jana Rokycany.
V dokumentu bratrského původu se dochovalo Vyznání Petra Kániše o večeři Páně. V textu se uvádí, že je určeno pro komunitu v Příběnicích, mělo by tedy pocházet z počátku roku 1421.

## Ukázka z díla
Ale nemají věrní tak smysliti a věřiti, aby Kristus jsa pravý Bůh a pravý člověk, spojil se v jeden byt a v jednu podstatu s tím posvátným chlebem a s tím posvátným vínem, aby byl svým tělem a svou krví v tom chlebě a pod tím chlebem, aby tu tak ten chléb a to víno bylo jako jako nějaká sukně těla a krve Kristovy... (...) Nu, takové spojení není těla a krve Kristovy s tím chlebem a vínem, jakž na ten rozum kněží pleticháři táhnou a tak smejšlejí bludně i lid k tomu smyslu věření táhnou a pudí, ale věrní takto smysliti mají, že ten chléb a to víno v přirození svém tělesném zůstávají, jsouce sacramentum, to jest znamení těla a krve Kristovy. (...) Protož věrní tak mají smysliti o tom, že znamení mají činěna býti časem a místem a že Bůh pak přitom skutku činění těch znamení dává věrným znamenané věci skrze ta znamení v jich duše.
Petr Kániš, Vyznání víry o večeři Páně, úryvky

## Zajímavosti
- Petr Kániš je jednou z postav románu Aloise Jiráska Proti všem a stejnojmenného filmu režiséra Otakara Vávry, kde ho ztvárnil Václav Voska.